# Суперкубок Англії з футболу 1965
Суперкубок Англії з футболу 1965 — 43-й розіграш турніру. Матч відбувся 14 серпня 1965 року між чемпіоном Англії «Манчестер Юнайтед» та володарем кубка країни «Ліверпуль». Згідно з тогочасним регламентом після нічийного результату титул переможця поділил обидві команди.
| Володарі Суперкубка Англії 1965  |
| -------------------------------- |
|                                  |
| «Манчестер Юнайтед» Шостий титул |
|                                  |
| «Ліверпуль» Другий титул         |

## Учасники
| Клуб                | Участей | Роки (жирним виділено перемоги)          |
| ------------------- | ------- | ---------------------------------------- |
| «Манчестер Юнайтед» | 7       | 1908, 1911, 1948, 1952, 1956, 1957, 1963 |
| «Ліверпуль»         | 2       | 1922, 1964                               |

## Матч

### Деталі
| 14 серпня 1965 |

| «Манчестер Юнайтед» | 2–2      | «Ліверпуль»           |
| ------------------- | -------- | --------------------- |
| Бест 28' Герд 81'   | Протокол | Стівенсон 38' Ітс 86' |

| Олд-Траффорд, Манчестер Глядачів: 48 502 Арбітр: Джим Фінні |

|  |  |

| В                |  | Пат Данн          |  |                  |
| З                |  | Шей Бреннан       |  |                  |
| З                |  | Ноел Кантвелл (к) |  |                  |
| З                |  | Тоні Данн         |  |                  |
| ПЗ               |  | Пет Креранд       |  |                  |
| ПЗ               |  | Ноббі Стайлс      |  |                  |
| ПЗ               |  | Джордж Бест       |  | Замінений        |
| ПЗ               |  | Боббі Чарлтон     |  |                  |
| ПЗ               |  | Джон Астон        |  |                  |
| Н                |  | Девід Герд        |  |                  |
| Н                |  | Деніс Лоу         |  |                  |
| Заміни:          |  |                   |  |                  |
| Н                |  | Віллі Андерсон    |  | Вийшов на заміну |
| Головний тренер: |  |                   |  |                  |
| Метт Басбі       |  |                   |  |                  |

| В                |  | Томмі Лоуренс   |
| З                |  | Кріс Ловлер     |
| З                |  | Томас Сміт      |
| З                |  | Рон Ітс (к)     |
| З                |  | Джеррі Берн     |
| ПЗ               |  | Іан Каллаган    |
| ПЗ               |  | Гордон Майлн    |
| ПЗ               |  | Віллі Стівенсон |
| ПЗ               |  | Джеф Стронг     |
| ПЗ               |  | Роджер Гант     |
| Н                |  | Іан Сент-Джон   |
| Головний тренер: |  |                 |
| Білл Шенклі      |  |                 |